# Chrysolampus clypeatus
Chrysolampus clypeatus är en stekelart som beskrevs av Edgar F. Riek 1966. Chrysolampus clypeatus ingår i släktet Chrysolampus och familjen gropglanssteklar. Inga underarter finns listade i Catalogue of Life.